# Полисинтетички језици
Полисинтетички језици су изразито синтетички језици, код којих се речи састоје од великог броја морфема, што их ставља насупрот изолативним језицима (у изолативним језицима речи се састоје углавном од једног морфема).

## Дефиниција
Да ли ће неки језик бити окарактерисан као синтетички или не зависи од броја морфема у речи (уколико просечна реч тог језика садржи више од једне морфеме, језик је синтетички). Полисинтетички језици често имају речи које би одговарале читавој реченици неког језика који је мање синтетички. Још једна одлика полисинтетичких језика је то да се именице и друге речи често инкорпорирају (спајају) да би се добила једна реч.
Неки лингвисти праве разлику између олигосинтетичких и полисинтетичких језика, при чему је број појединачних морфема у првима мали. Разлика између појмова се данас најчешће не прави.

## Примери
У полисинтетичке језике се убрајају, поред осталих, Ескимско-алеутски језици, као и бројни језици америчких домородаца. Примера има и изван тог подручја: неки језици у Сибиру се такође сматрају полисинтетичким (чукотко-камчатски језици, кет, гиљак...); бројни аустралијски домородачки језици, као и северозападни кавкаски језици су често укључени у полисинтетичке језике.